# Sumbok Rayeuk
Sumbok Rayeuk is een bestuurslaag in het regentschap Aceh Utara van de provincie Atjeh, Indonesië. Sumbok Rayeuk telt 1418 inwoners (volkstelling 2010).